# Ючюгей
Ючюгей (якут. Үчүгэй) — село в Оймяконском улусе Республики Саха (Якутия) России. Административный центр Ючюгейского наслега.

## География
Село находится в восточной части Якутии, в пределах впадины Учюгей, на правом берегу реки Учюгей-Юрях (приток реки Кюенте), на расстоянии примерно 150 километров (по прямой) к юго-западу от посёлка городского типа Усть-Нера, административного центра улуса. Абсолютная высота — 810 метров над уровнем моря.
Климат
Климат характеризуется как резко континентальный, с продолжительной и чрезвычайно холодной зимой. Средняя температура воздуха самого тёплого месяца (июля) составляет 8 — 19 °C; самого холодного (января) — −41 — −51 °C. Среднегодовое количество атмосферных осадков составляет 150—200 мм.
Часовой пояс
Село Ючюгей находится в часовой зоне МСК+7. Смещение применяемого времени относительно UTC составляет +10:00.

## Население
| 2002 | 2010 | 2021 |
| ---- | ---- | ---- |
| 321  | ↗322 | ↗374 |

Половой состав
По данным Всероссийской переписи населения 2010 года в гендерной структуре населения мужчины составляли 50,9 %, женщины — соответственно 49,1 %.
Национальный состав
Согласно результатам переписи 2002 года, в национальной структуре населения якуты составляли 55 %, эвены — 37 %.

## Инфраструктура
Действует крупное оленеводческое хозяйство ФГУ ОПХ «Ючюгейское».

## Улицы
Уличная сеть села состоит из пяти улиц и трёх переулков.